# 藤田昌志
藤田 昌志（ふじた まさし）は、元大学准教授。中国語を10年以上、日本語を20年以上教えた経験のある比較文化学者。